# Calotelea tanugatra
Calotelea tanugatra är en stekelart som beskrevs av T.C. Narendran 1998. Calotelea tanugatra ingår i släktet Calotelea och familjen Scelionidae. Inga underarter finns listade.